# The Lie (film 1914 Jones)
The Lie è un cortometraggio muto del 1914 diretto da Edgar Jones e prodotto dalla Lubin.

## Produzione
Il film fu prodotto dalla Lubin Manufacturing Company.

## Distribuzione
Distribuito dalla General Film Company, il film - un cortometraggio in una bobina - uscì nelle sale USA il 17 luglio 1914.